# Tamāra Kārkliņa-Hendele
Tamāra Kārkliņa-Hendele (Riga, 2 april 1947) is een voormalig Sovjet basketbalspeelster.

## Carrière
Kārkliņa speelde haar gehele basketbal carrière voor TTT Riga. Met TTT won ze dertien Sovjet-kampioenschappen in 1964, 1965, 1966, 1968, 1969, 1970, 1971, 1972, 1973, 1975, 1976, 1977 en 1979. Één USSR Cup in 1969. Ook won ze elf Europese Cup-titels 1965, 1966, 1967, 1968, 1970, 1971, 1972, 1973, 1974, 1975 en 1977. Van 1969 tot 1971 was ze de aanvoerder van TTT.
Als speler van de Letse SSR won ze drie keer de Spartakiad van de Volkeren van de USSR in 1967, 1971 en 1975.

## Privé
Ze is getrouwd met ijshockeyspeler Andris Hendelis.

## Erelijst
- Landskampioen Sovjet-Unie: 13
  - Winnaar: 1964, 1965, 1966, 1968, 1969, 1970, 1971, 1972, 1973, 1975, 1976, 1977, 1979
  - Tweede: 1974, 1978
- Bekerwinnaar Sovjet-Unie: 1
  - Winnaar: 1969
- EuroLeague Women: 11
  - Winnaar: 1965, 1966, 1967, 1968, 1970, 1971, 1972, 1973, 1974, 1975, 1977
- Spartakiad van de Volkeren van de USSR: 3
  - Winnaar: 1967, 1971, 1975